# Lista filmelor bazate pe opera lui Jules Verne
Aceasta este o listă de filme bazate pe opera lui Jules Verne:
| Titlu                                | An   | Regizor                                               | Bazat pe                                                   | Note                                                                |
| ------------------------------------ | ---- | ----------------------------------------------------- | ---------------------------------------------------------- | ------------------------------------------------------------------- |
| 20.000 leghe sub mări                | 1916 | Stuart Paton                                          | Douăzeci de mii de leghe sub mări Insula misterioasă       |                                                                     |
| 20.000 leghe sub mări                | 1954 | Richard Fleischer                                     | Douăzeci de mii de leghe sub mări                          | Scenariu de Earl Felton. Cu Kirk Douglas, James Mason și Paul Lukas |
| 20.000 leghe sub mări                | 1997 | Michael Anderson                                      | Douăzeci de mii de leghe sub mări                          |                                                                     |
| 20.000 leghe sub mări                | 1997 | Rod Hardy                                             | Douăzeci de mii de leghe sub mări                          |                                                                     |
| 30.000 leghe sub mări                | 2007 | Gabriel Bologna                                       | Douăzeci de mii de leghe sub mări                          | The Asylum                                                          |
| Castelul din Carpați                 | 1981 | Stere Gulea                                           | Castelul din Carpați                                       |                                                                     |
| Călătorie spre centrul Pământului    | 1959 | Henry Levin                                           | Călătorie spre centrul Pământului                          |                                                                     |
| Călătorie spre centrul Pământului    | 1989 | Rusty Lemorande Albert Pyun                           | Călătorie spre centrul Pământului                          |                                                                     |
| Călătorie spre centrul Pământului    | 1999 | George Miller                                         | Călătorie spre centrul Pământului                          | Cu Treat Williams, Jeremy London și Tushka Bergen                   |
| Călătorie spre centrul Pământului    | 2008 | Eric Brevig                                           | Călătorie spre centrul Pământului                          | primul film din seria Journey                                       |
| Călătorie spre centrul Pământului    | 2008 | T.J. Scott                                            | Călătorie spre centrul Pământului                          | film de televiziune                                                 |
| Călătorie spre centrul Pământului    | 2008 | David Jones Scott Wheeler                             | Călătorie spre centrul Pământului                          | produs de The Asylum                                                |
| Căpitan la 15 ani                    | 1945 | Vasili Juravliov                                      | Căpitan la cincisprezece ani                               | Aventură                                                            |
| Cinci săptămâni în balon             | 1966 | Olimp Varasteanu                                      | Cinci săptămâni în balon                                   | Animație Scurt metraj                                               |
| Cinci săptămâni în balon             | 1962 | Irwin Allen                                           | Cinci săptămâni în balon                                   |                                                                     |
| Copiii căpitanului Grant             | 1962 | Robert Stevenson                                      | Copiii căpitanului Grant                                   |                                                                     |
| De la Pământ la Lună                 | 1958 | Byron Haskin                                          | De la Pământ la Lună                                       | RKO Radio Pictures                                                  |
| Doi ani de vacanță                   | 1974 | Claude Desailly, Gilles Grangier și Sergiu Nicolaescu | Doi ani de vacanță                                         |                                                                     |
| Douăzeci de mii de leghe sub mări    | 1907 | Georges Méliès                                        | Douăzeci de mii de leghe sub mări                          |                                                                     |
| Insula misterioasă                   | 1951 | Spencer Gordon Bennet                                 | Insula misterioasă                                         | film serial                                                         |
| Insula misterioasă                   | 1941 | B. M. Chelintsev Eduard Pentslin                      | Insula misterioasă                                         | film rusesc                                                         |
| Insula misterioasă                   | 1961 | Cy Endfield                                           | Insula misterioasă                                         |                                                                     |
| Insula misterioasă                   | 2005 | Russell Mulcahy                                       | Insula misterioasă                                         | Hallmark Channel                                                    |
| Insula misterioasă                   | 1929 | Benjamin Christensen Lucien Hubbard Maurice Tourneur  | Insula misterioasă                                         | film pierdut                                                        |
| Liga                                 | 2003 | Stephen Norrington                                    | Personajul Nemo bazat pe Douăzeci de mii de leghe sub mări |                                                                     |
| Misterio en la isla de los monstruos | 1981 | Juan Piquer Simón                                     | Școala Robinsonilor                                        |                                                                     |
| Ocolul Pământului în 80 de zile      | 1956 | Michael Anderson                                      | Ocolul Pământului în 80 de zile                            |                                                                     |
| Ocolul Pământului în 80 de zile      | 1988 |                                                       | Ocolul Pământului în 80 de zile                            | Animație                                                            |
| Ocolul Pământului în 80 de zile      | 1989 |                                                       | Ocolul Pământului în 80 de zile                            | cu Pierce Brosnan                                                   |
| Ocolul Pământului în 80 de zile      | 2004 | Frank Coraci                                          | Ocolul Pământului în 80 de zile                            |                                                                     |
| Stăpânul lumii                       | 1961 | William Witney                                        | Stăpânul lumii Robur Cuceritorul                           |                                                                     |

- Conquest of the Pole
- Călătoria 2: Insula misterioasă
- Flight of the Lost Balloon
- Journey (serie de filme)
- Jules Verne's Rocket to the Moon
- The Fabulous Baron Munchausen
- The Fabulous World of Jules Verne
- The Three Stooges Go Around the World in a Daze
- A Trip to the Moon
- Up to His Ears
- Voiajul în lună (film)
- În căutarea căpitanului Grant (V poiskakh kapitana Granta)
- 1959 - 800 de leghe pe Amazoane
- 1967 - Dirijabilul furat (Ukradená vzducholod) - adaptare liberă realizată de regizorul ceh Karel Zeman
- 2007 - JV - The Extraordinary Adventures of Jules Verne - adaptare după celebrele romane